# Empire of the Clouds
Empire of the Clouds – drugi singel brytyjskiego zespołu heavymetalowego Iron Maiden, pochodzący z ich szesnastego albumu studyjnego, The Book of Souls.
Utwór został wydany na singlu 16 kwietnia 2016, podczas obchodów Record Store Day. To najdłuższy utwór zespołu w dotychczasowej karierze, jak i również pierwszy singel od wydanego w roku 1996 „Virus” który nie został zaprezentowany podczas koncertów promujących album.

## Utwory
1. „Empire of the Clouds” (Bruce Dickinson) – 18:01
2. „Maiden Voyage” (Dickinson, Nicko McBrain) – 21:07

## Skład
- Bruce Dickinson – wokal prowadzący
- Dave Murray – gitara
- Janick Gers – gitara
- Adrian Smith – gitara
- Steve Harris – gitara basowa
- Nicko McBrain – perkusja